# 트래비의 실종
트래비의 실종(Fire In The Sky)은 미국에서 제작된 로버트 라이버먼 감독의 1993년 미스터리, 드라마, SF 영화이다. 디비 스위니 등이 주연으로 출연하였고 토드 블랙 등이 제작에 참여하였다.

## 출연

### 주연
- 디비 스위니
- 로버트 패트릭

### 조연
- 크레이그 셰퍼
- 피터 버그
- 헨리 토마스
- 브래들리 그레그
- 노블 윌링햄
- 캐슬린 윌호이트

## 제작진
- 공동제작: 닐로 로디스 자메로
- 공동제작: 로버트 스트라우스
- 공동제작: 트레이시 톰
- 미술: 로렌스 베넷
- 의상: 조 I. 톰킨스